# Tiit Vähi
Tiit Vähi (Kaagjärve, 10 januari 1947) is een Estisch politicus. Tweemaal was hij premier van Estland: van januari tot oktober 1992 (waarnemend) en nogmaals tussen april 1995 en maart 1997.

## Biografie
Vähi behaalde een ingenieursdiploma aan de Technische Universiteit Tallinn. Eind jaren tachtig was hij actief bij de Rahvarinne, een Estische onafhankelijkheidsbeweging. Tussen 1989 en 1992 was hij minister van Transport.
Toen premier Edgar Savisaar in januari 1992 vroegtijdig terugtrad, werd Vähi naar voren geschoven als zijn opvolger en daarmee waarnemend premier van Estland. Gedurende negen maanden bekleedde hij deze functie, tot hij na de parlementsverkiezingen van september 1992 werd opgevolgd door Mart Laar.
In 1993 werd Vähi voorzitter van de Coalitiepartij (Eesti Koonderakond). Deze partij vormde bij de parlementsverkiezingen van 1995 een samenwerkingsverband met de Volksunie van Estland en kwam als winnaar uit de bus. President Lennart Meri gaf Vähi vervolgens de opdracht een regering te vormen, waarna Vähi in april 1995 opnieuw premier werd. Na een half jaar trok zijn coalitiepartner, de Centrumpartij, de steun voor het kabinet echter in, waarna Vähi verder regeerde met de Hervormingspartij. Ook deze samenwerking sneuvelde echter voortijdig. Vanaf november 1996 leidde Vähi nog enkele maanden een minderheidsregering, enkel bestaande uit zijn eigen Coalitiepartij. In maart 1997 stapte hij op om plaats te maken voor een nieuw kabinet onder leiding van zijn partijgenoot Mart Siimann.
Na opheffing van de Coalitiepartij (2002) werd Vähi lid van de Hervormingspartij. Hij bekleedde echter geen politieke functies meer.
- Gemeinsame Normdatei: 1186175966
- Virtual International Authority File: 99149544560300490007
- WorldCat: E39PBJfWW4qX6766xVJXfG9FKd